# La Celle-Saint-Cyr
Pour les articles homonymes, voir La Celle et Saint-Cyr.
La Celle-Saint-Cyr est une commune française située dans le département de l'Yonne en région Bourgogne-Franche-Comté.

## Géographie

### Situation

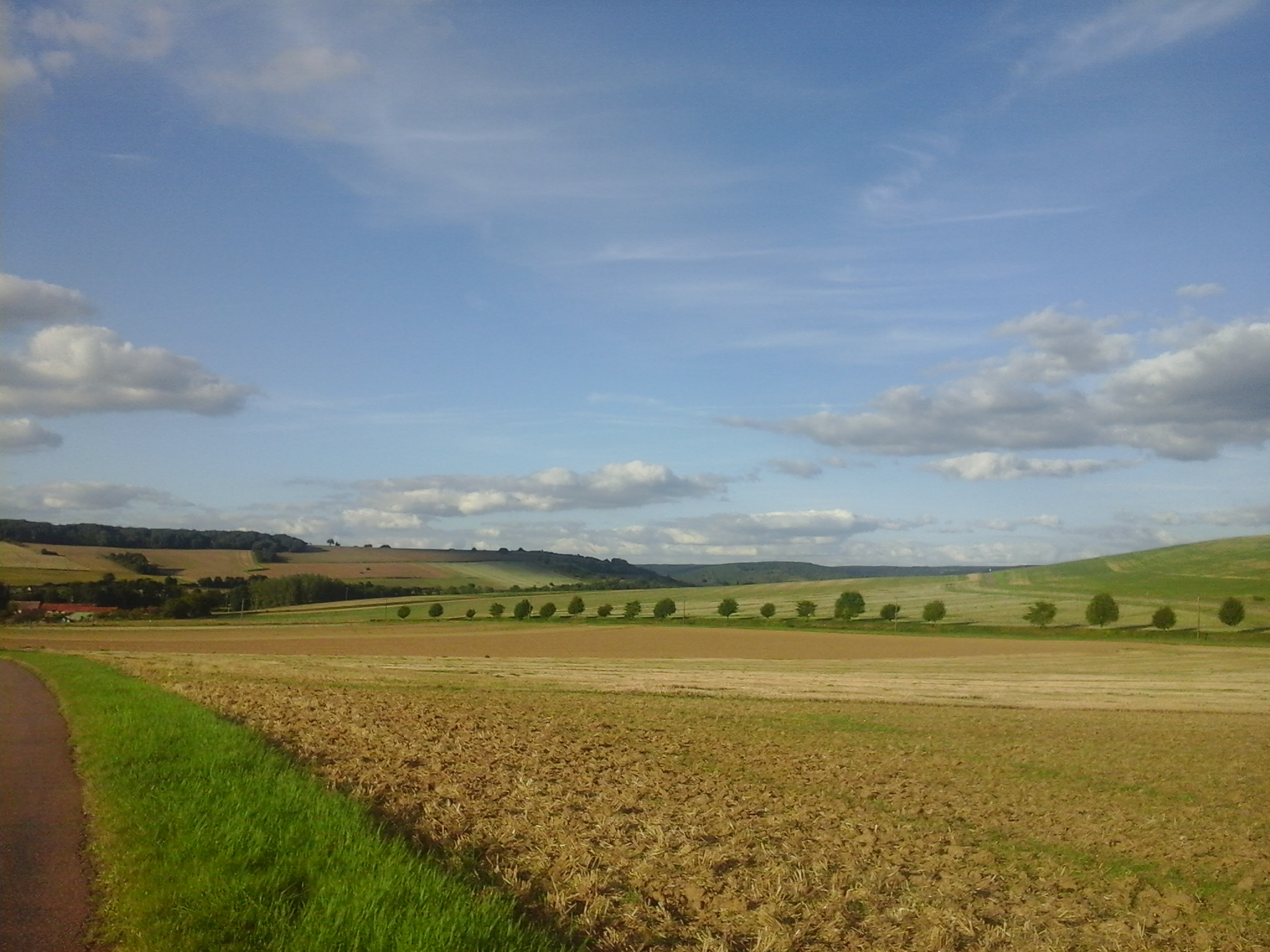
Paysage agricole du village.

La Celle-Saint-Cyr est dans la moitié ouest du département de l'Yonne, à 10 km à l'ouest de Joigny. Sens est à 33 km au nord, la préfecture Auxerre à 37 km au sud-est.
L'accès le plus proche à l'autoroute A6 est à Sépeaux à 8 km au sud-ouest.

### Communes limitrophes
Les communes limitrophes sont Saint-Julien-du-Sault, Béon, Cézy, Précy-sur-Vrin et Sépeaux-Saint Romain.

### Hydrographie
Le village est arrosé par le Vrin, affluent de rive gauche de l'Yonne qu'il rejoint sur la commune voisine, Cézy. Le Vrin coule au nord du village, dans le sens sud-ouest/nord-ouest, et est divisé en plusieurs bras sur toute sa traversée de la commune.

Le village lui-même est sur un petit bras de rive droite du Vrin.

### Climat
Pour des articles plus généraux, voir Climat de la Bourgogne-Franche-Comté et Climat de l'Yonne.
En 2010, le climat de la commune est de type climat océanique dégradé des plaines du Centre et du Nord, selon une étude du Centre national de la recherche scientifique s'appuyant sur une série de données couvrant la période 1971-2000. En 2020, Météo-France publie une typologie des climats de la France métropolitaine dans laquelle la commune est exposée à un climat océanique altéré et est dans la région climatique Nord-est du bassin Parisien, caractérisée par un ensoleillement médiocre, une pluviométrie moyenne régulièrement répartie au cours de l’année et un hiver froid (3 °C).
Pour la période 1971-2000, la température annuelle moyenne est de 11,2 °C, avec une amplitude thermique annuelle de 16,3 °C. Le cumul annuel moyen de précipitations est de 732 mm, avec 11,5 jours de précipitations en janvier et 7,4 jours en juillet. Pour la période 1991-2020, la température moyenne annuelle observée sur la station météorologique de Météo-France la plus proche, « Cudot_sapc », sur la commune de Cudot à 8 km à vol d'oiseau, est de 11,7 °C et le cumul annuel moyen de précipitations est de 765,6 mm. 
La température maximale relevée sur cette station est de 42 °C, atteinte le 25 juillet 2019 ; la température minimale est de −13 °C, atteinte le 20 décembre 2009,,.
Les paramètres climatiques de la commune ont été estimés pour le milieu du siècle (2041-2070) selon différents scénarios d'émission de gaz à effet de serre à partir des nouvelles projections climatiques de référence DRIAS-2020. Ils sont consultables sur un site dédié publié par Météo-France en novembre 2022.

## Urbanisme

### Typologie
Au 1er janvier 2024, La Celle-Saint-Cyr est catégorisée commune rurale à habitat dispersé, selon la nouvelle grille communale de densité à sept niveaux définie par l'Insee en 2022.
Elle est située hors unité urbaine. Par ailleurs la commune fait partie de l'aire d'attraction de Joigny, dont elle est une commune de la couronne,. Cette aire, qui regroupe 14 communes, est catégorisée dans les aires de moins de 50 000 habitants,.

### Occupation des sols

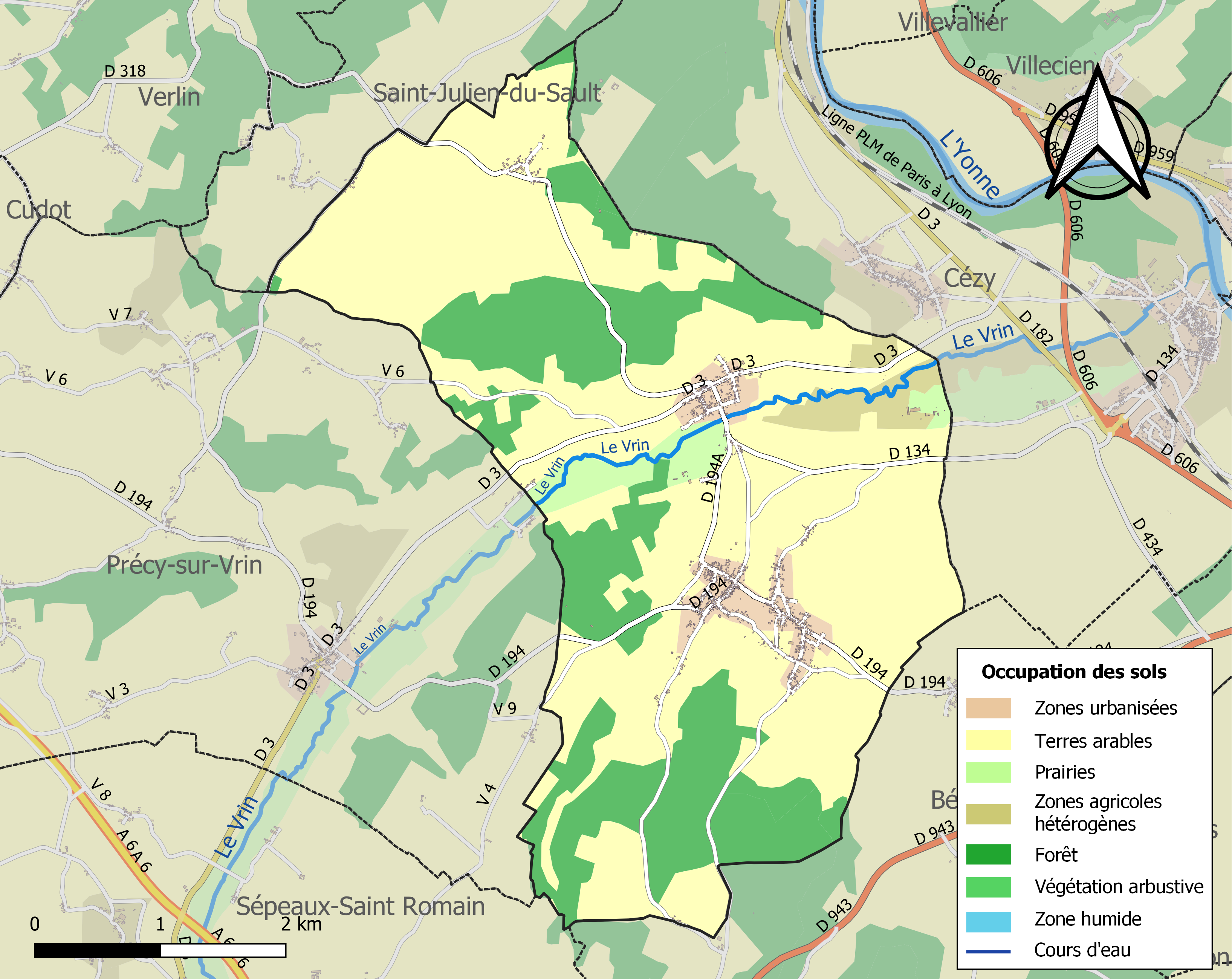
Carte des infrastructures et de l'occupation des sols de la commune en 2018 (CLC).

L'occupation des sols de la commune, telle qu'elle ressort de la base de données européenne d’occupation biophysique des sols Corine Land Cover (CLC), est marquée par l'importance des territoires agricoles (69,5 % en 2018), une proportion sensiblement équivalente à celle de 1990 (69,6 %). La répartition détaillée en 2018 est la suivante : 
terres arables (64,1 %), forêts (26,2 %), zones urbanisées (4,3 %), prairies (2,9 %), zones agricoles hétérogènes (2,5 %). L'évolution de l’occupation des sols de la commune et de ses infrastructures peut être observée sur les différentes représentations cartographiques du territoire : la carte de Cassini (XVIIIe siècle), la carte d'état-major (1820-1866) et les cartes ou photos aériennes de l'IGN pour la période actuelle (1950 à aujourd'hui).

### Lieux-dits, hameaux et écarts

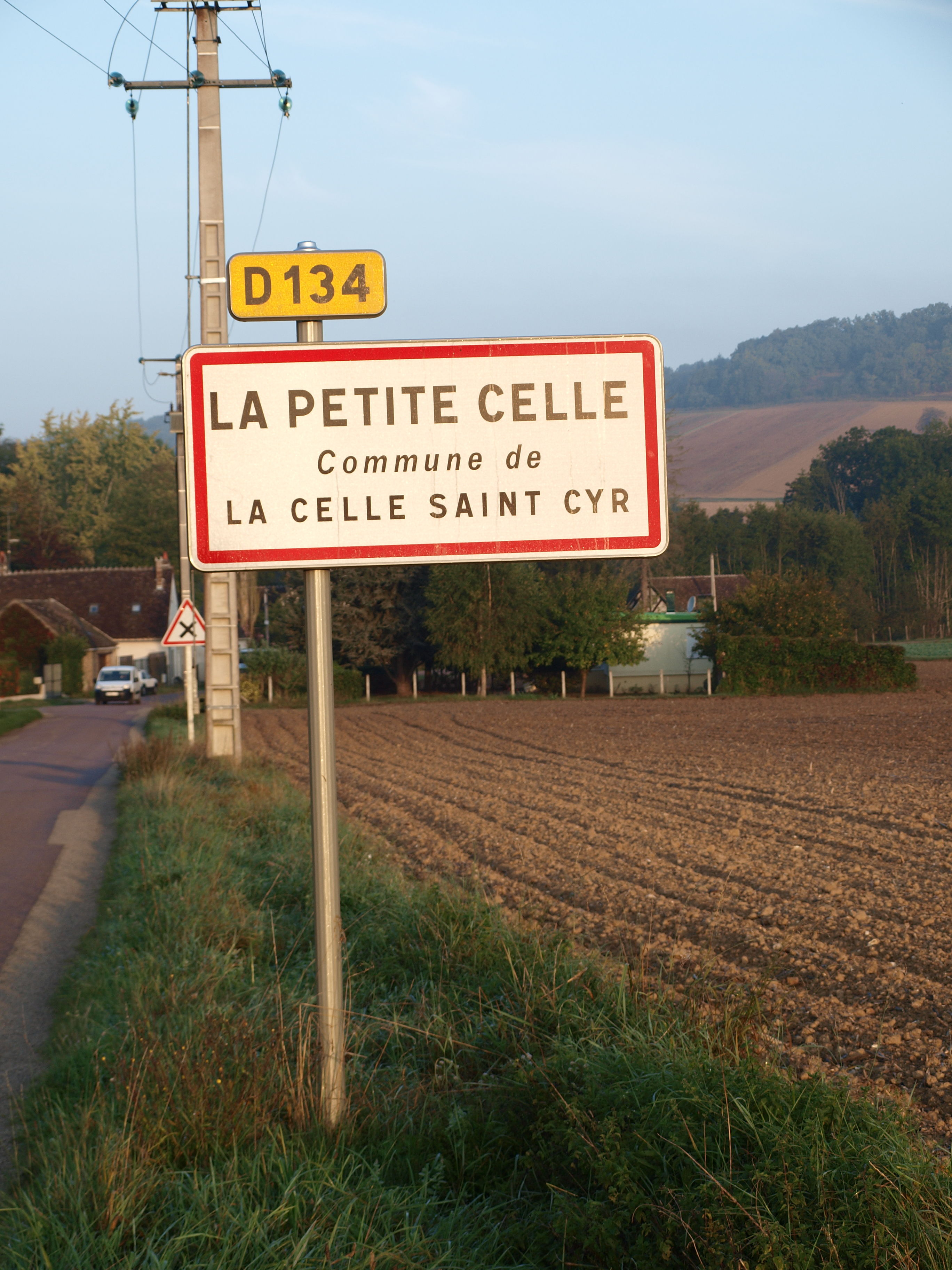
Entrée de la Petite Celle.

La commune compte plusieurs hameaux : la Petite Celle et Loivre, qui est en continuité du village, ainsi que des lieux-dits : Beaumont, Ruban, La Fontaine, Vaussauge, Les Gougets, Peteloup, la Montagne du Moulin, le Moulin de Batilly, Les Foulons.

### Habitat et logement
En 2020, le nombre total de logements dans la commune était de 478, alors qu'il était de 481 en 2015 et de 457 en 2010.
Parmi ces logements, 75,1 % étaient des résidences principales, 13,6 % des résidences secondaires et 11,3 % des logements vacants. Ces logements étaient pour 99,6 % d'entre eux des maisons individuelles et pour 0,2 % des appartements.
Le tableau ci-dessous présente la typologie des logements à la La Celle-Saint-Cyr en 2020 en comparaison avec celle de l'Yonne et de la France entière. Une caractéristique marquante du parc de logements est ainsi une proportion de résidences secondaires et logements occasionnels (13,6 %) supérieure à celle du département (10,6 %) et à celle de la France entière (9,7 %). Concernant le statut d'occupation de ces logements, 87,9 % des habitants de la commune sont propriétaires de leur logement (89,5 % en 2015), contre 67,4 % pour l'Yonne et 57,5 pour la France entière.
| Typologie                                               | La Celle-Saint-Cyr | Yonne | France entière |
| ------------------------------------------------------- | ------------------ | ----- | -------------- |
| Résidences principales (en %)                           | 75,1               | 77,4  | 82,1           |
| Résidences secondaires et logements occasionnels (en %) | 13,6               | 10,6  | 9,7            |
| Logements vacants (en %)                                | 11,3               | 12    | 8,2            |

## Toponymie

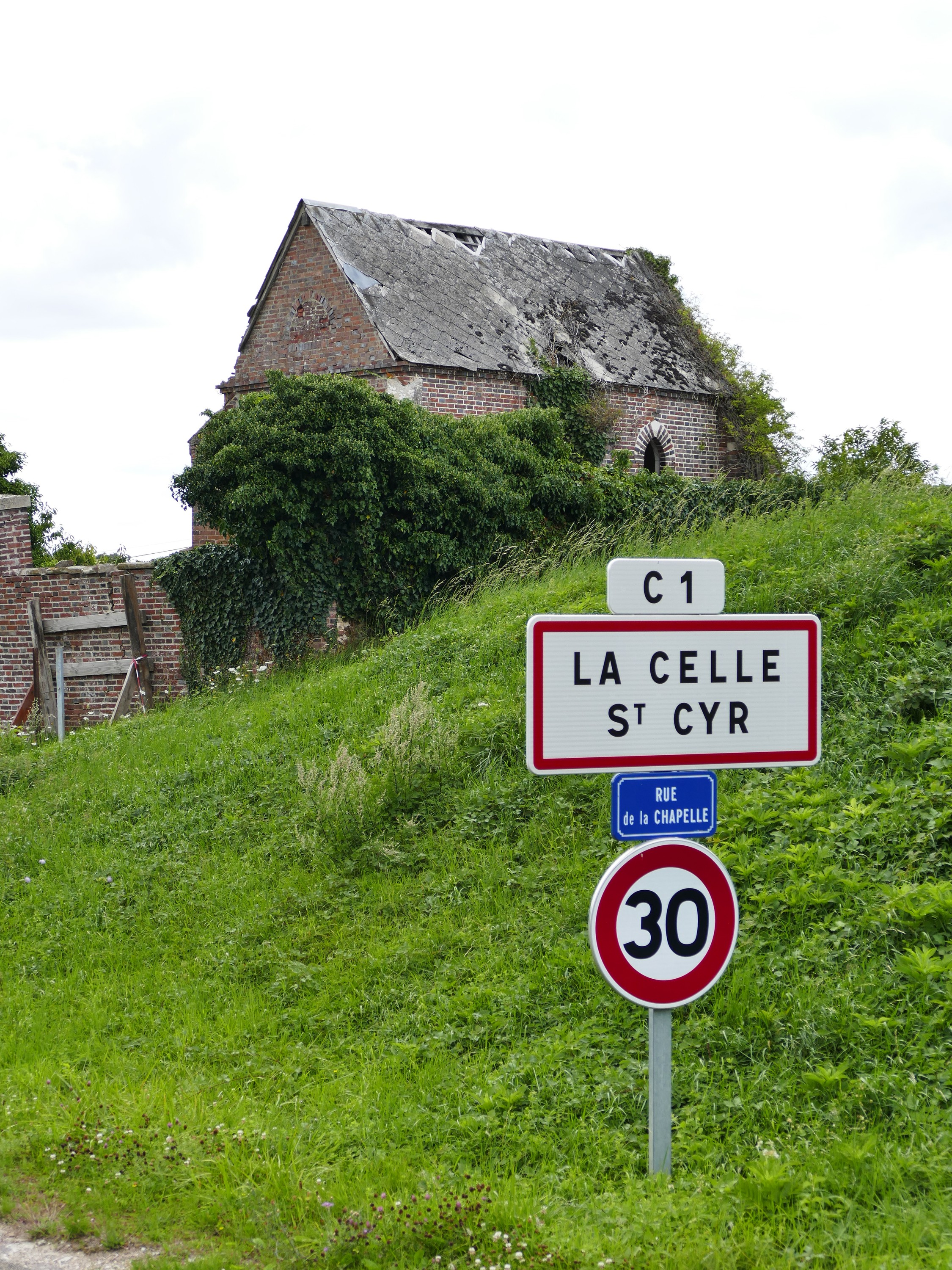
Panneau d'entrée du village et la chapelle Didout.

La commune doit pour partie son nom à saint Cyr, jeune martyr chrétien du IVe siècle, fils de sainte Julitte.

## Histoire

### Préhistoire
Avant 1966, Pierre Bodu repère sur un site de plein air un ensemble de pointes à face plane habituellement rapportées au Solutréen. À terme, le site livre une forte occupation du Solutréen ancien (à pointes à face plane), (Paléolithique supérieur). Nelly Connet et Vincent Lhomme réalisent des sondages en 1993. Ils révèlent un niveau paléolithique moyen à débitage Levallois. Ensuite Madame T. Brisedou, archéologue amateur, fait un ramassage exhaustif du matériel visible en surface sur environ 300 m2 ,.

## Politique et administration

### Rattachements administratifs et électoraux

#### Rattachements administratifs
La commune se trouve depuis 1926 dans l'arrondissement de Sens du département de l'Yonne.
Elle faisait partie depuis 1805 du canton de Saint-Julien-du-Sault. Dans le cadre du redécoupage cantonal de 2014 en France, cette circonscription administrative territoriale a disparu, et le canton n'est plus qu'une circonscription électorale.

#### Rattachements électoraux
Pour les élections départementales, la commune fait partie depuis 2014 du canton de Joigny
Pour l'élection des députés, elle fait partie de la troisième circonscription de l'Yonne.

### Intercommunalité
La Celle-Saint-Cyr est membre depuis 2012 de la communauté de communes du Jovinien, un établissement public de coopération intercommunale (EPCI) à fiscalité propre créé en 2003 et auquel la commune a transféré un certain nombre de ses compétences, dans les conditions déterminées par le code général des collectivités territoriales.

### Liste des maires
| Période       | Période                        | Identité              | Étiquette | Qualité |
| ------------- | ------------------------------ | --------------------- | --------- | --- |
| 1990          | 2006                           | Michel Massa          | ...       | ... |
| 2006          | 2011                           | Anne-Marie Raimbert   |           | Démissionnaire |
| juillet 2011  | 2014                           | Bernard Guinot        |           | Cadre administratif retraité |
| 2014          | septembre 2023                 | Yannick Villain       |           | Directeur de la MFR de Villevallier Vice-président de la CC du Jovinien(2014 → 2023) Député suppléant de Michèle Crouzet (2017 → 2022) Démissionnaire |
| novembre 2023 | En cours (au 30 novembre 2023) | Marie-Hélène Gouédard |           | Sans profession |

## Équipements et services publics

### Enseignement
Les enfants de la commune sont scolarisés dans le groupe scolaire Michel-Massa, qui compte en 2020 quatre classes (dont deux maternelles).

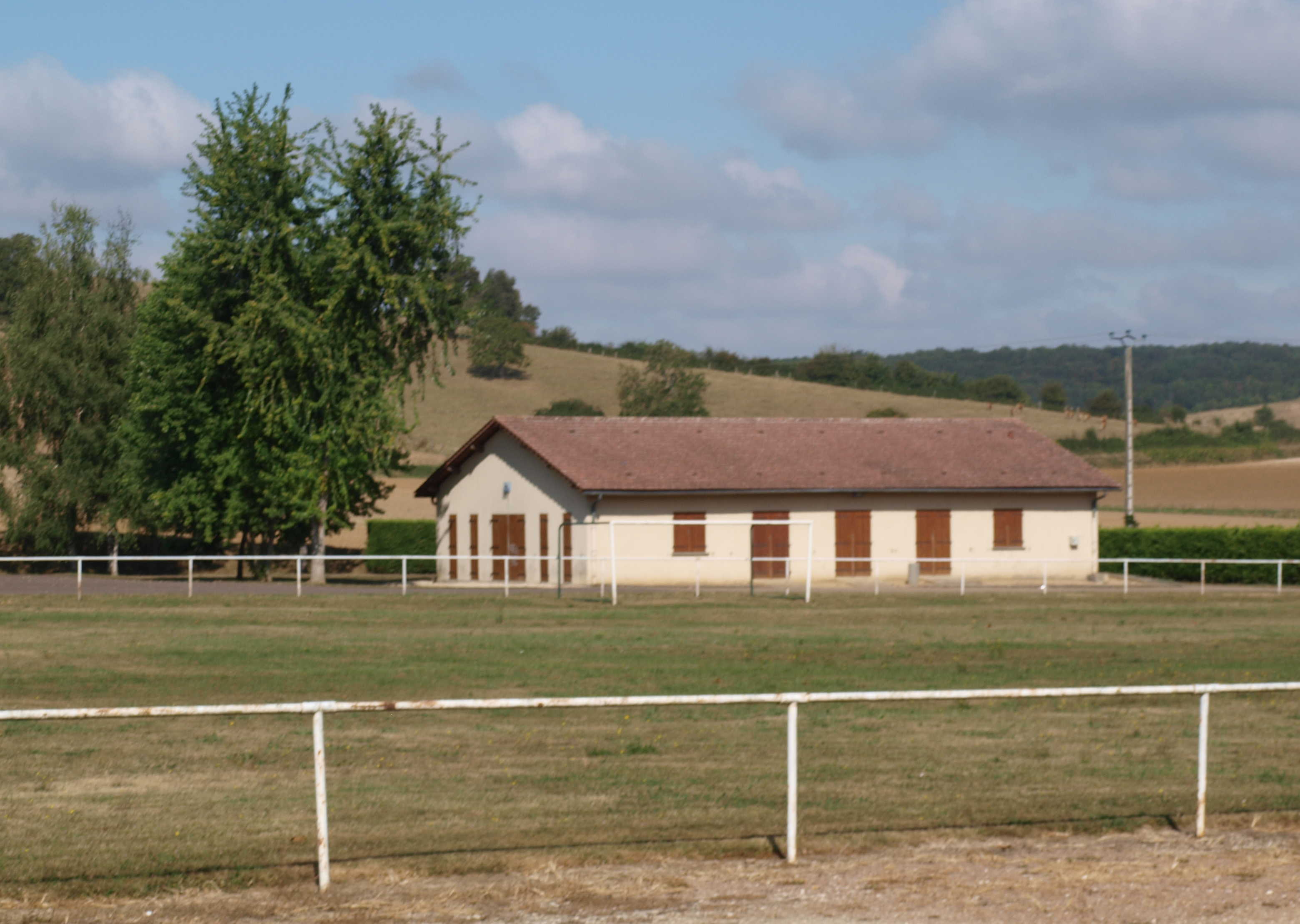
Le stade et la salle des fêtes.
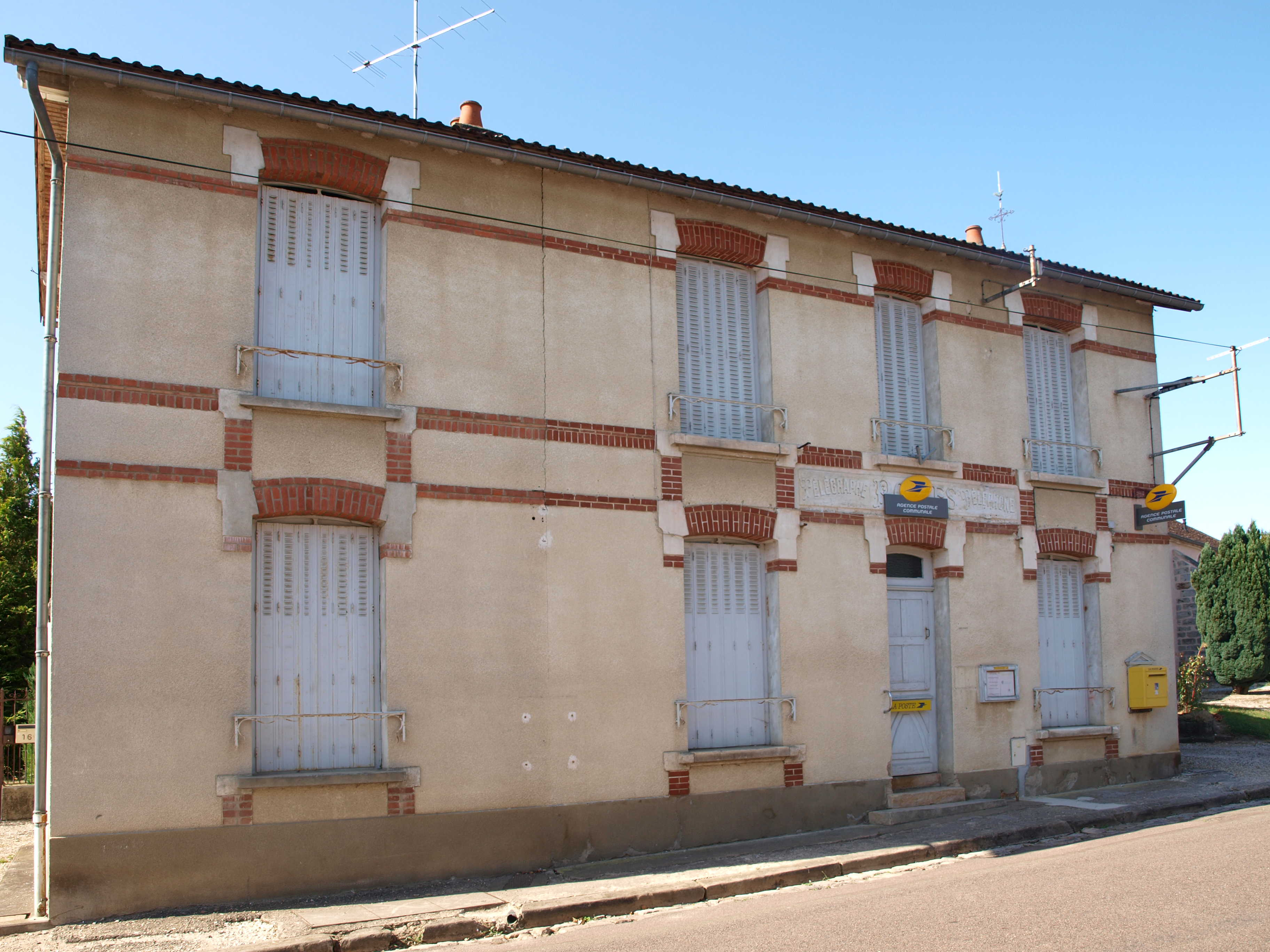
Le bureau de poste en 2012

## Population et société
Les habitants de la commune sont les Cellois et les Celloises.

### Démographie
L'évolution du nombre d'habitants est connue à travers les recensements de la population effectués dans la commune depuis 1793. Pour les communes de moins de 10 000 habitants, une enquête de recensement portant sur toute la population est réalisée tous les cinq ans, les populations de référence des années intermédiaires étant quant à elles estimées par interpolation ou extrapolation. Pour la commune, le premier recensement exhaustif entrant dans le cadre du nouveau dispositif a été réalisé en 2006.

En 2022, la commune comptait 842 habitants, en évolution de +3,06 % par rapport à 2016 (Yonne : −1,95 %, France hors Mayotte : +2,11 %).
| 1793  | 1800 | 1806  | 1821 | 1831  | 1836  | 1841  | 1846  | 1851  |
| ----- | ---- | ----- | ---- | ----- | ----- | ----- | ----- | ----- |
| 1 029 | 983  | 1 006 | 670  | 1 206 | 1 286 | 1 326 | 1 399 | 1 488 |

| 1856  | 1861  | 1866  | 1872  | 1876  | 1881  | 1886  | 1891  | 1896 |
| ----- | ----- | ----- | ----- | ----- | ----- | ----- | ----- | ---- |
| 1 318 | 1 214 | 1 253 | 1 333 | 1 302 | 1 251 | 1 206 | 1 101 | 959  |

| 1901 | 1906 | 1911 | 1921 | 1926 | 1931 | 1936 | 1946 | 1954 |
| ---- | ---- | ---- | ---- | ---- | ---- | ---- | ---- | ---- |
| 964  | 915  | 927  | 769  | 770  | 716  | 702  | 619  | 639  |

| 1962 | 1968 | 1975 | 1982 | 1990 | 1999 | 2006 | 2011 | 2016 |
| ---- | ---- | ---- | ---- | ---- | ---- | ---- | ---- | ---- |
| 614  | 586  | 592  | 623  | 682  | 793  | 789  | 813  | 817  |

| 2021 | 2022 | - | - | - | - | - | - | - |
| ---- | ---- | - | - | - | - | - | - | - |
| 828  | 842  | - | - | - | - | - | - | - |

## Culture locale et patrimoine

### Lieux et monuments
- L'église Saint-Cyr-et-Sainte-Julitte.

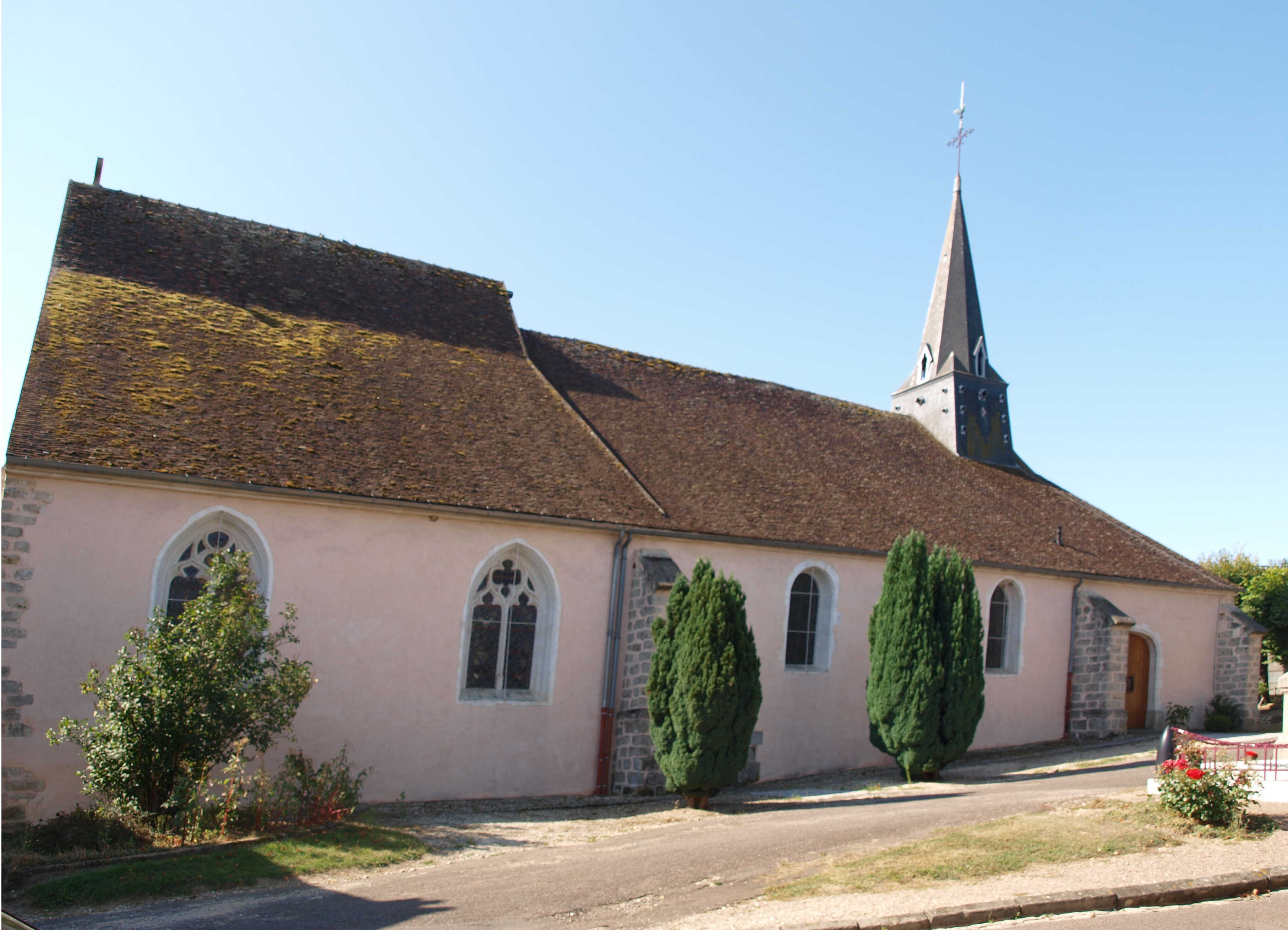
L'église Saint-Cyr-et-Sainte-Julitte...
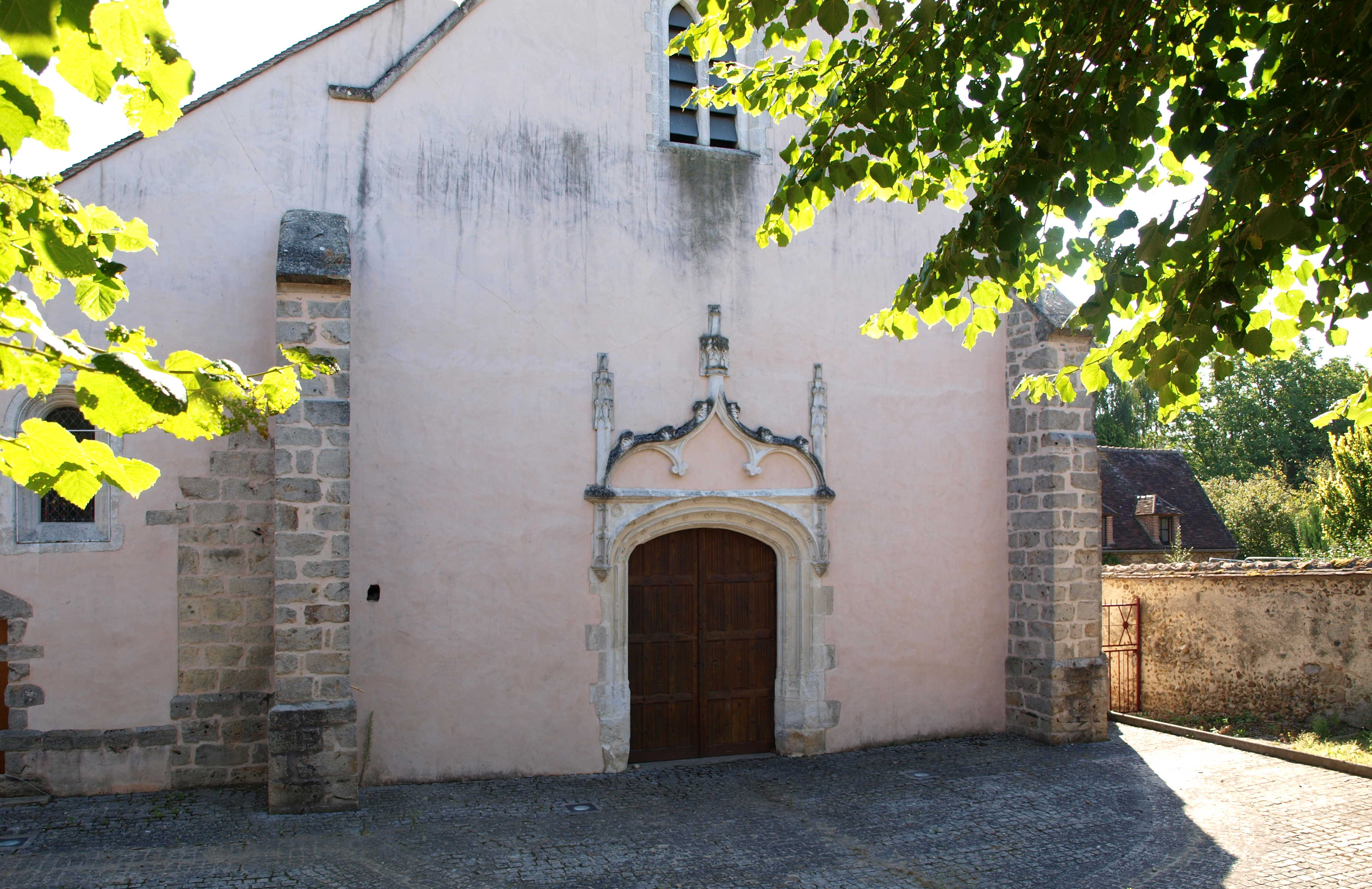
... son portail...
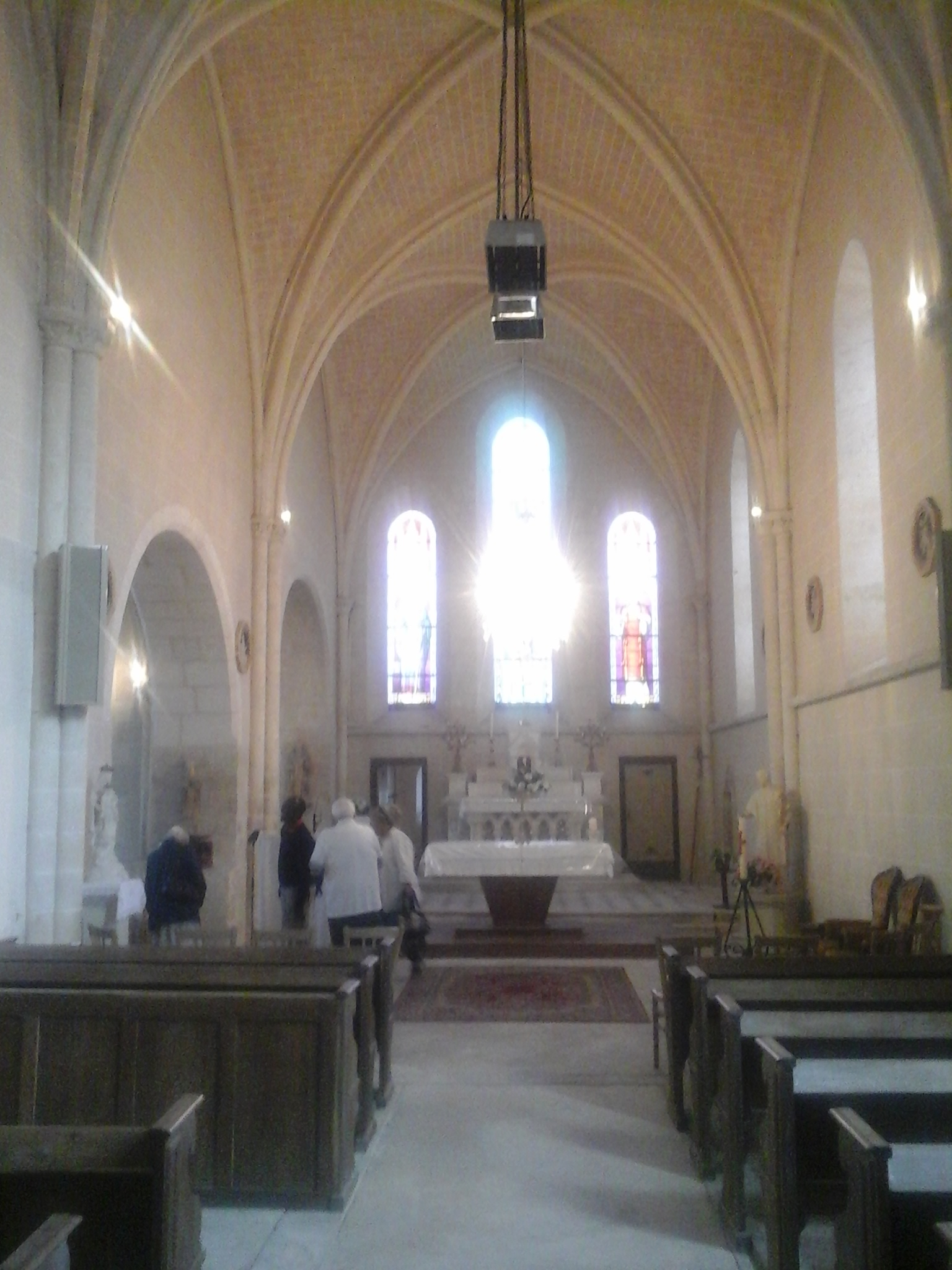
... et son chœur.
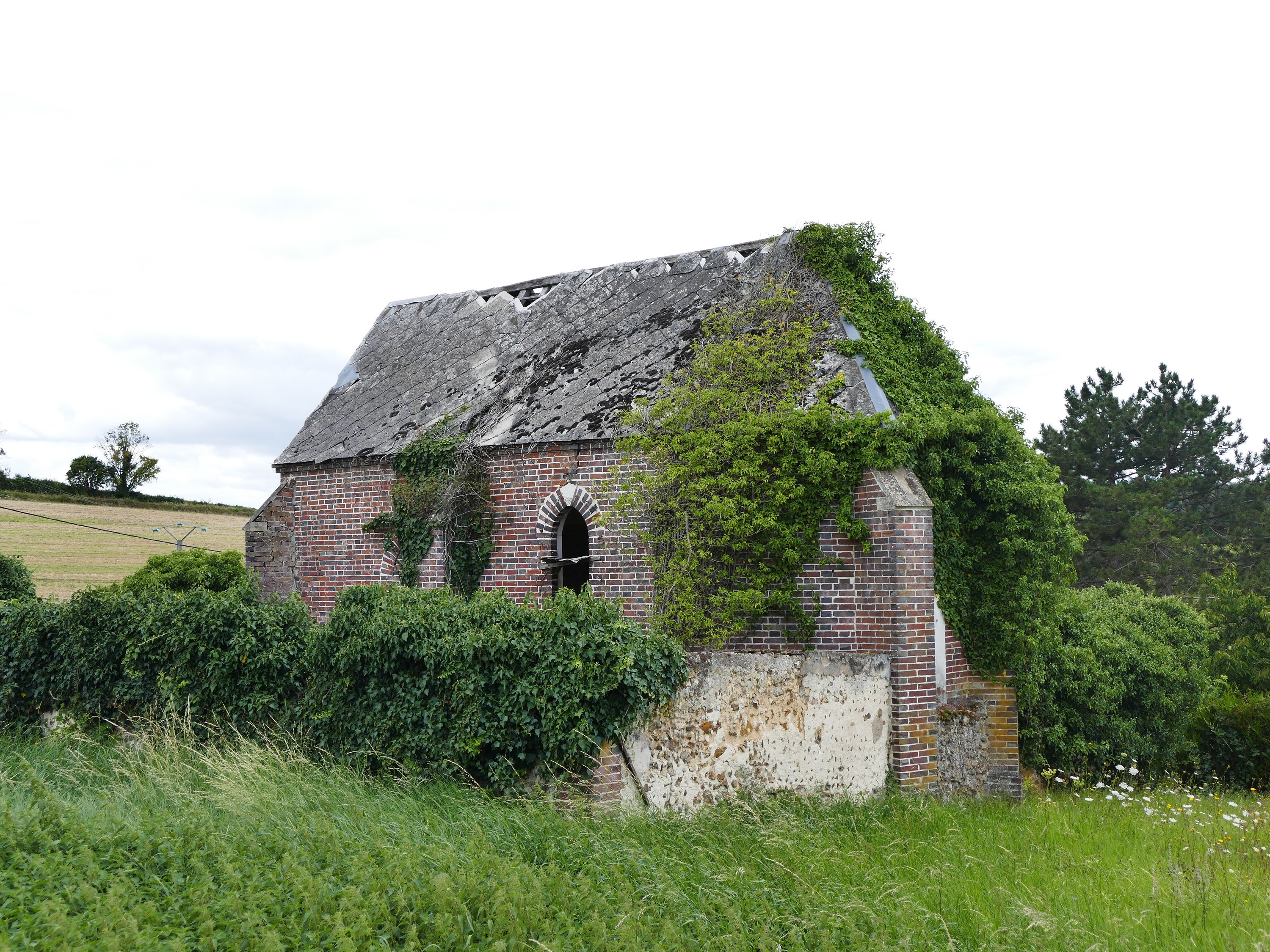
Vestiges de la chapelle Didout en 2023 (Photo Peter Potrowl).
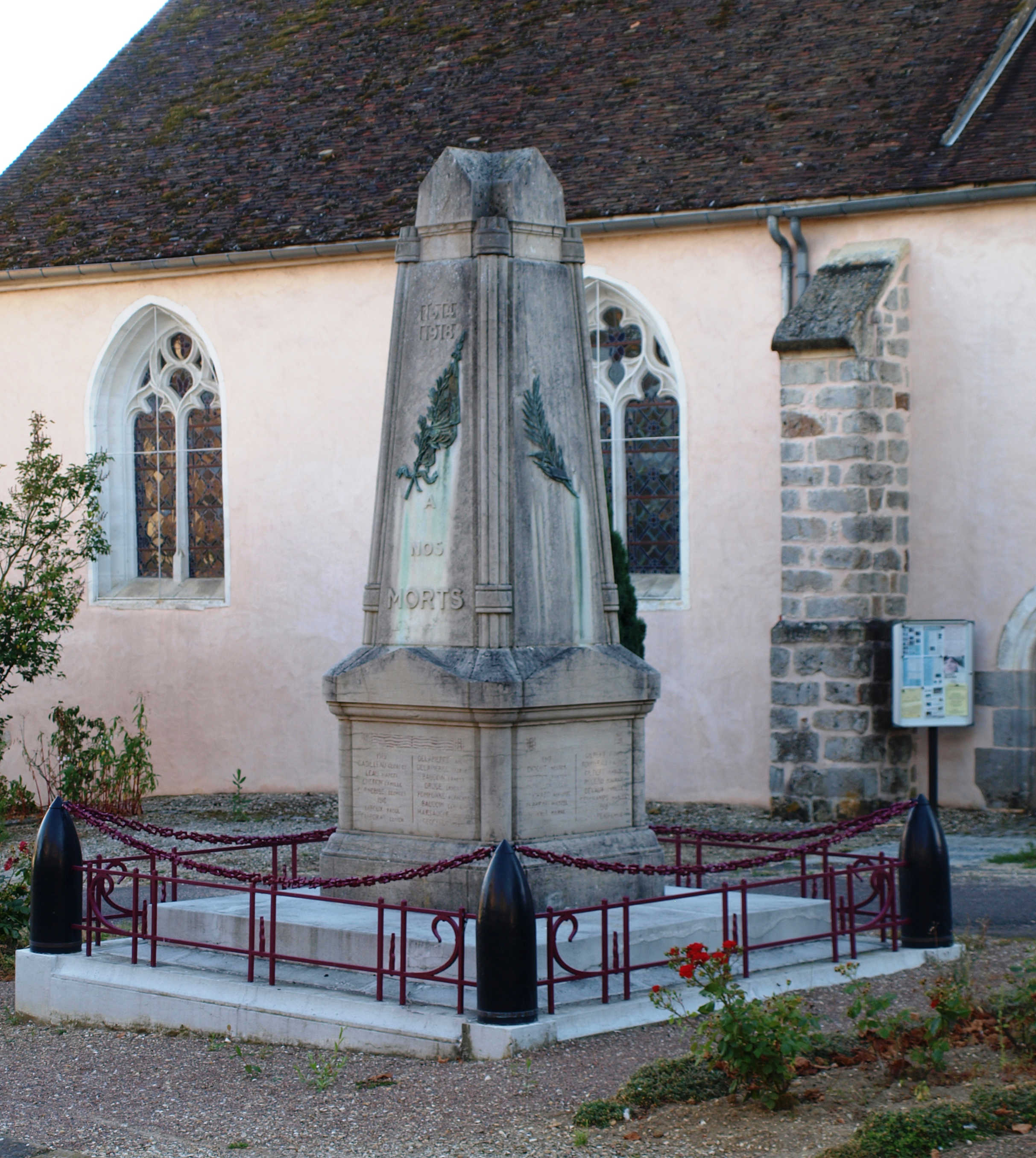
Le monument aux morts.

## Personnalités liées à la commune
- Valentin Esterházy (1740-1805), militaire français d'origine hongroise[31], y a résidé dans le domaine de ses beaux-parents.

## Pour approfondir